# Каун
Каун (грч. Καῦνος) је у грчкој митологији био син Милета и Ејдотеје, Библидин брат близанац. 

## Митологија
Његова сестра је била заљубљена у њега и то му је и написала, али је он са гнушањем одбио њену љубав и отишао у туђину где је основао град који је назвао по себи. Према неким изворима, град се налазио у Карији у Малој Азији, где је дошао Лирк, Форонејев син и оженио се Каиновом кћерком. Према другој верзији приче, Каун је био тај који је био безнадежно заљубљен у своју сестру и није могао више да је гледа, па је напустио њу и родитеље. Библида је због тога туговала и коначно се убила.